# إرنست فلاغ
إرنست فلاغ (بالإنجليزية: Ernest Flagg)‏ هو مهندس معماري أمريكي، ولد في 6 فبراير 1857 في بروكلين في الولايات المتحدة، وتوفي في 10 أبريل 1947 في نيويورك في الولايات المتحدة.